# Olegario de los Cuetos
Olegario Miguel María Domingo de los Cuetos y Castro (Ferrol, 6 marzo 1795 – Madrid, 28 dicembre 1844) è stato un militare e politico spagnolo, che tra il 19 maggio e il 30 luglio 1843 ricoprì gli incarichi di Ministro della Marina, del Commercio e del Governo d'oltremare e di Ministro degli Esteri del Regno di Spagna nel governo presieduto da Álvaro Gómez Becerra.

## Biografia

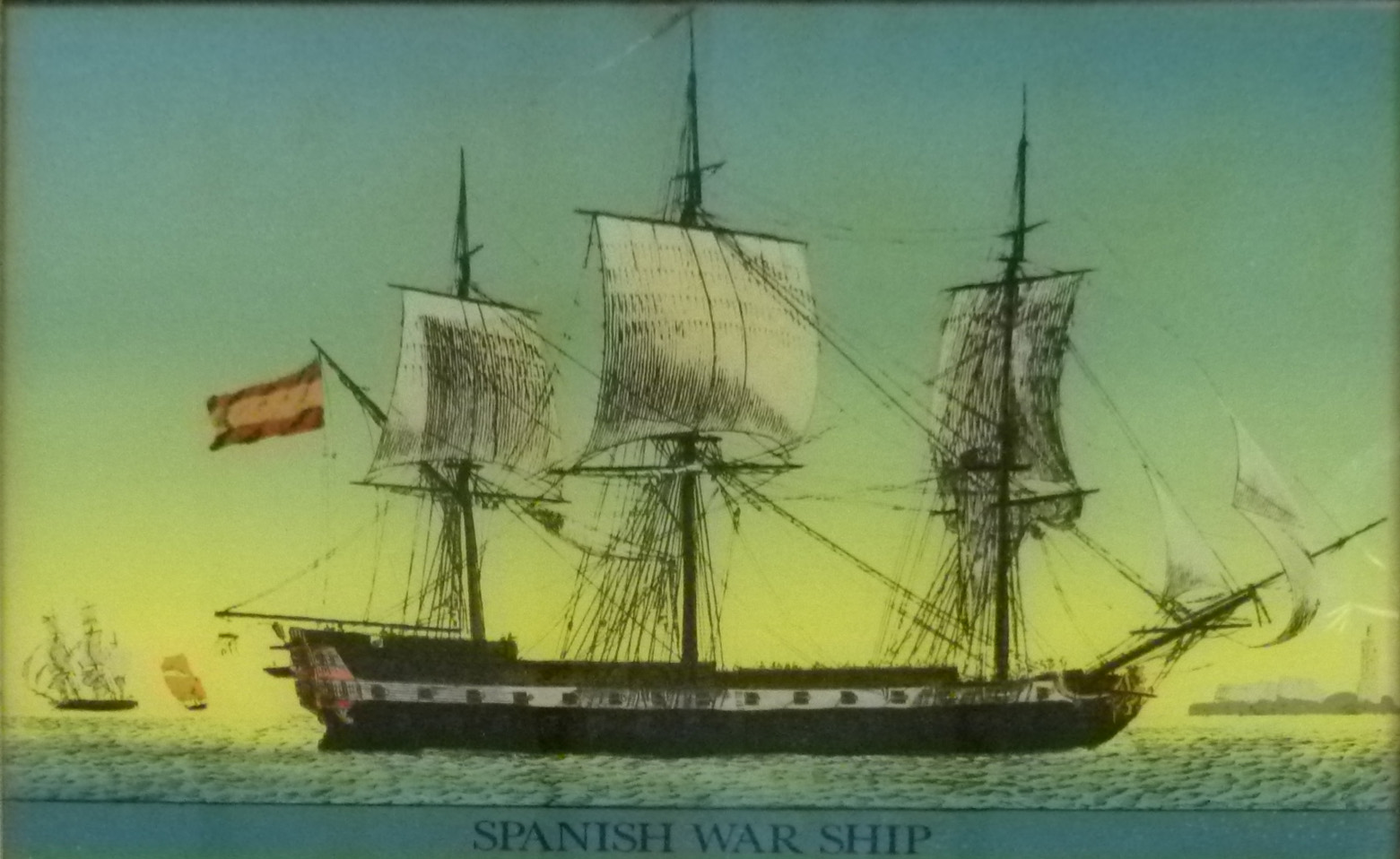
Una nave da guerra spagnola, dipinto anonimo

Nacque a El Ferrol il 6 marzo 1795, figlio del teniente de navío Miguel de los Cuetos y Torres  e di doña Rosa Ramona de Castro. Arruolatosi nella marina da guerra spagnola, all'età di quattordici anni iniziò a frequentare la Scuola per guardiamarina di Cadice il 1 maggio 1809. Dopo lo scoppio della guerra d'indipendenza, avendo completato solo gli studi elementari, durante l'assedio di Cadice da parte delle truppe francesi fu destinato a prestare servizio nell'artiglieria assegnata alla difesa dell'arsenale della Carraca (13 febbraio-13 marzo 1810).
Per il suo coraggio in combattimento fu promosso alférez de fragata il 30 dicembre 1810, e destinato all'imbarco sulla fregata Venganza si recò a Ferrol dove trasbordò sulla fregata Esmeralda ritornando a Cadice l'11 giugno 1811. A bordo di tale nave effettuò missioni nel Mediterraneo, trasferendosi a bordo del vascello Asia il 24 ottobre. Il 12 novembre l'Asia salpò per raggiungere l'ancoraggio de L'Avana, a Cuba, e poi a Veracruz, ritornando a L'Avana dove imbarcò approvvigionamenti di vario tipo per ripartire il 17 maggio 1813 diretto a Cadice, dove arrivò senza contrattempi. Il 1º agosto 1813 fu trasferito a bordo del vascello Algeciras dove rimase fino al 1º dicembre successivo, prendendosi una licenza per questioni particolari il 14 gennaio 1814.
Rientrò in servizio attivo il 19 settembre 1814, imbarcandosi sul vascello San Pedro Alcantara dove rimase fino all'11 gennaio 1815 quando si trasferì sulla goletta Patriota con la quale, il 17 febbraio seguente salpò, assegnata alla squadra navale al comando del brigadiere generale Pascual Enrile Acedo, come scorta al convoglio che trasportava le truppe del generale Pablo Morillo diretto in America al fine di fermare la rivolta che vi era scoppiata.  Rimase nell'America del Sud per parte delle guerre d'indipendenza ispanoamericane. Il 20 ottobre 1815 assunse il comando della cannoniera General Castaños da undici cannoni impiegata nel blocco di Cartagena de Indias, contribuendo alla resa della città catturando un brigantino carico di viveri che fu incorporato nella squadra spagnola con il nome di Churruca. Il 24 gennaio 1816 assunse il comando della goletta Patriota, e il 16 aprile dello stesso anno fu promosso alférez de navío. Dopo aver eseguito numerose missioni nel Regno di Tierra Firme con la sua nave arrivò all'Avana dove lasciò, a causa di problemi di salute, il comando della goletta il 12 gennaio 1818, imbarcandosi come comandante sul brigantino Ligero per rientrare in patria, arrivando a Cadice il 12 febbraio successivo.
Durante il periodo di convalescenza appoggiò apertamente il fallito pronunciamento di Rafael del Riego.
Una volta guarito, e imbarcati viveri e attrezzatura sul Ligero, salpò nuovamente per il Messico, arrivando a Veracruz  il 18 luglio. Da qui, insieme alla fregata Santa Sabina, il Ligero salpò il 28 luglio per scortare un convoglio che trasportava truppe all'Avana, e poi proseguendo per Cadice il 22 ottobre. Il 20 gennaio 1820 assunse il comando del brigantino Sorpresa, passando a quello della fregata Perla il 23 dello stesso mese, al cui comando partì per raggiungere Cartagena, arrivandovi il 20 marzo successivo. Per i servigi resi alla Corona il 13 agosto 1821 fu promosso tenente di fregata, assumendo il comando del brigantino Voluntario il 30 marzo 1822. Al comando del Voluntario salpò da Ferrol per raggiungere Veracruz il 25 settembre dello stesso anno.
Raggiunto dalla notizia che nell'aprile 1823 le truppe francesi di re Luigi XVIII avevano invaso il territorio spagnolo per porre fine al triennio liberale concesso da re Ferdinando VII, lasciò il comando del Voluntario e si imbarcò su una nave da trasporto statunitense su cui raggiunse Gibilterra. Il ripristino dell'assolutismo monarchico di Ferdinando VII diede inizio al cosiddetto decennio nefasto che colpì duramente tutti quelli che avevano appoggiato il precedente regime liberale. La polizia aveva trovato il suo nome in una lista all'interno di una loggia massonica ed egli fu condannato a morte in contumacia dal tribunale di Siviglia, venendo costretto a emigrare per salvarsi la vita, dapprima in Gran Bretagna e poi in Francia. Con Real Orden del 12 giugno 1824 re Ferdinando VII lo congedò definitivamente ai ruolo del Corpo ufficiali di Marina. Amnistiato dalla regina Maria Cristina, che svolgeva le funzioni di reggente del Regno durante l'infermità di Ferdinando VII, nell'ottobre 1832 rientrò in Spagna prendendo domicilio a San Fernando. Riammesso in servizio attivo con il grado di teniente de navío, e anzianità dal 14 dicembre 1827, in conseguenza alla riforma della Segreteria di stato del Dipartimento della Marina voluta dal nuovo primo ministro Juan Álvarez Mendizábal, suo vecchio amico, il 1 dicembre 1835 fu nominato Capo della segreteria generale del Ministero della Marina. Lasciò il servizio attivo il 14 maggio 1836, venendo comunque promosso al grado di capitan de navío e diritto a portare la divisa il 13 luglio. Datosi alla vita politica militò nel Partito costituzionale venne eletto deputato presso il Congresso Costituente del 1837, e fu uno dei più fervidi critici della nuova Costituzione approvata l'11 giugno di quell'anno. Continuò a lavorare presso il Ministero della Marina, introducendo alcune riforme, e concluso il Congresso Costituente prese residenza a Cadice, di cui fu deputato alla Camera bassa per la provincia di Cadice in forza al Partito Progressista. Durante la Presidenza del Consiglio di Álvaro Gómez Becerra fu nominato Ministro della Marina, del Commercio e del Governo d'oltremare (19 maggio-30 luglio 1843), ricoprendo anche interinalmente le funzioni di Ministro degli Esteri. In seguito alle dimissioni del governo lasciò i due incarichi e si ritirò a vita privata, spegnendosi a Madrid il 28 dicembre 1844.

### Annotazioni
1. ↑  Che allora ricopriva l'incarico di direttore dell'Accademia dei guardiamarina di Ferrol.

### Fonti
1. 1 2 3 4 5 6 7 8 9 10 11 12 13 14 15  Todoavante.
2. 1 2 3 4 5  Paula Pavía  1874, p. 61.
3. 1 2 3 4 5 6 7 8 9  Paula Pavía  1874, p. 62.
4. 1 2 3 4  Paula Pavía  1874, p. 63.
5. 1 2 3  Paula Pavía 1874, p. 64.
6. ↑  Paula Pavía  1874, p. 65.